# ゴシック

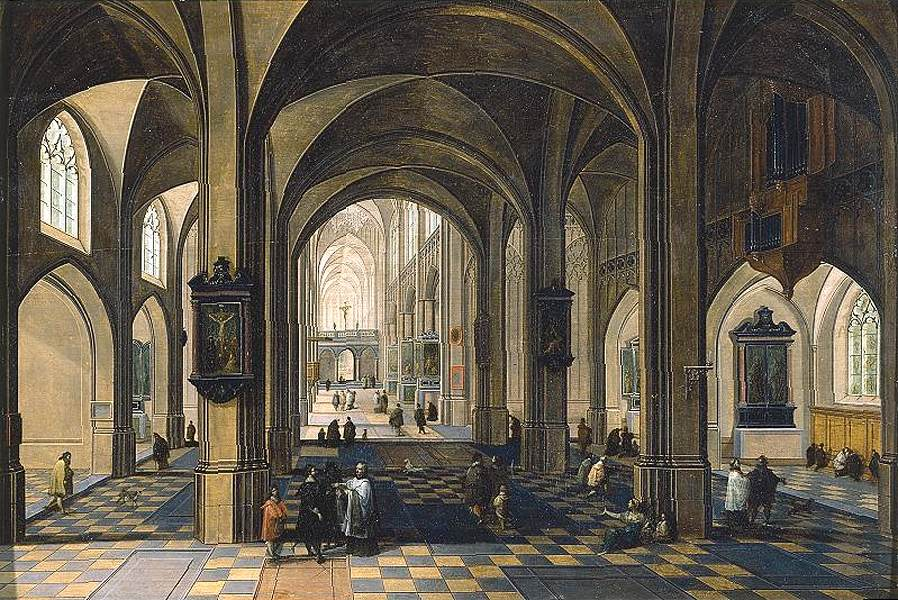
フランドル派の画家が描いたゴシック聖堂の内部

ゴシック (英: Gothic) は、もともと12世紀の北西ヨーロッパに出現し、15世紀まで続いた建築様式を示す言葉である。
「ゴシック」は第一に建築様式を示す言葉として使われるが、この用語は絵画や彫刻など美術全般の様式にも適用される（ゴシック美術）。さらにゴシックの概念は、ゴシック時代（12世紀後半から15世紀）の美術のみならず哲学や神学、政治理論などの知的領域の様式にも適用され、精神史的文脈において「ゴシック精神」という概念が提唱されている。
今日のポピュラーカルチャーにおいてもゴシックという言葉は広く使われている。そこでゴシック的とみなされているものは、例えば闇、死、廃墟、神秘的、異端的、退廃的、色で言えば「黒」といったイメージである。そのような現在流布している多様なゴシックの表象は、歴史上ゴシックがもともと意味していたものとは必ずしも合致しない。総じてゴシックという言葉は多義的で曖昧であると言える。

## ゴシックの系譜
ゴシックという言葉は本来「ゴート人の、ゴート風の」という意味で、12世紀後半から15世紀にかけてのアルプス以北の建築様式であるゴシック建築から来ている。ルネサンス期のイタリアの文化人が北方の教会建築様式を侮蔑的な意味合いを込めてそう呼んだのが始まりで、その後、中世風の様式を意味する言葉として使われた。このようなゴシックの定義は初めから曖昧さをはらんだものであり、そのことが後世にゴシックが再解釈され意味が拡大していった要因になったとの指摘もある。啓蒙の世紀である18世紀には、中世は暗黒時代であったと考えられており、ゴシックは奇怪さや不器用さを表わす言葉として受け取られていた。そのような時代にゴシック趣味の自邸を建設して19世紀のゴシック復権の先駆けとなったホレス・ウォルポールは、幻想の中の暗黒の中世を舞台にした小説『オトラント城奇譚』（1764年）を書いた。これが18世紀後半から19世紀前半に流行したゴシック・ロマンスと呼ばれる文学の元祖である。19世紀に入り、ゴシック・ロマンスは「フランケンシュタインの怪物」や「吸血鬼」といった、近代における闇の暗喩としての怪物の表象を生み出した。こうした過去の文学や芸術にあらわれた古典的なゴシックは、現代のゴシック・カルチャーに寄与している人々にとって利用可能なイメージの源泉となった、と小谷真理は指摘している。

## 歴史上のゴシック

### 建築・美術

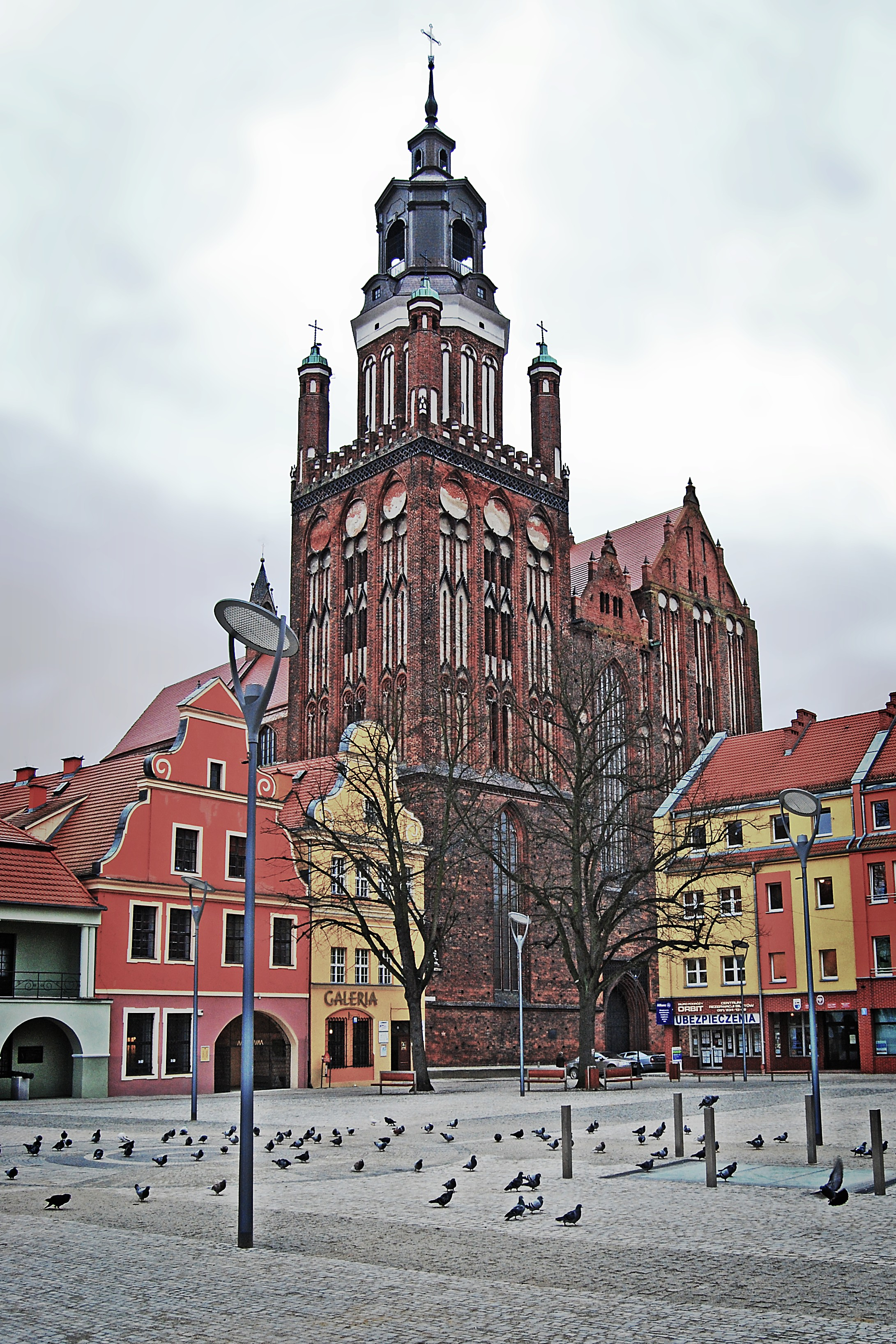
聖マリア教会, スタルガルト, ポーランド

12世紀半ばの北フランスから始まった大聖堂などの宗教建築は、次のような共通の特徴を持っていた。第一には先の尖ったアーチ（尖頭アーチ）で建物の高さを強調し、天にそびえていくような印象を与えようとしていること、第二に建物の壁に大きな窓を開けて堂内に大量の光を取り入れていること、そして第三に、建物を外側から支えるアーチである飛梁などの構造物が外壁からせりだして、建物に異様な外観を与えていることである。
こうした特徴を持った大聖堂などの建築物は北方のヨーロッパが獲得し始めた独自の様式であったが、均整のとれた古典古代世界の文化を崇敬するイタリアの知識人たちは、いびつで不揃いな外見などに高い価値を認めず、侮蔑をこめてイタリア語で「ゴート人の (gotico）」と呼んだ。ゴート人はゲルマン人の古い民族で、実際には大建築とは無関係であったが、野蛮な民族による未完成の様式という意味をこめてそう呼んだのである。ゴシックという言葉はここに由来している（英: gothic / 仏: gothique / 独: Gotik）。

#### ゴシック期の音楽
12世紀以降、フランスを中心に発展したゴシック時代の音楽である。

#### ゴシック様式のファッション
15世紀前半に西ヨーロッパで生まれたファッションである。はっきりとした色づかい、奇抜な装飾、誇張された体型が特徴である。また、現代のゴシック・ファッションとは異なる。

#### ゴシックアーマー
15世紀後半のドイツで生まれた鎧である。板金に畝をつけ、つま先などをとがらせているのが特徴である。

#### ゴシック・リヴァイヴァル建築
近現代においても懐古的な歴史主義建築でゴシック風を採用する場合がある。

### ゴシック・ロマンス

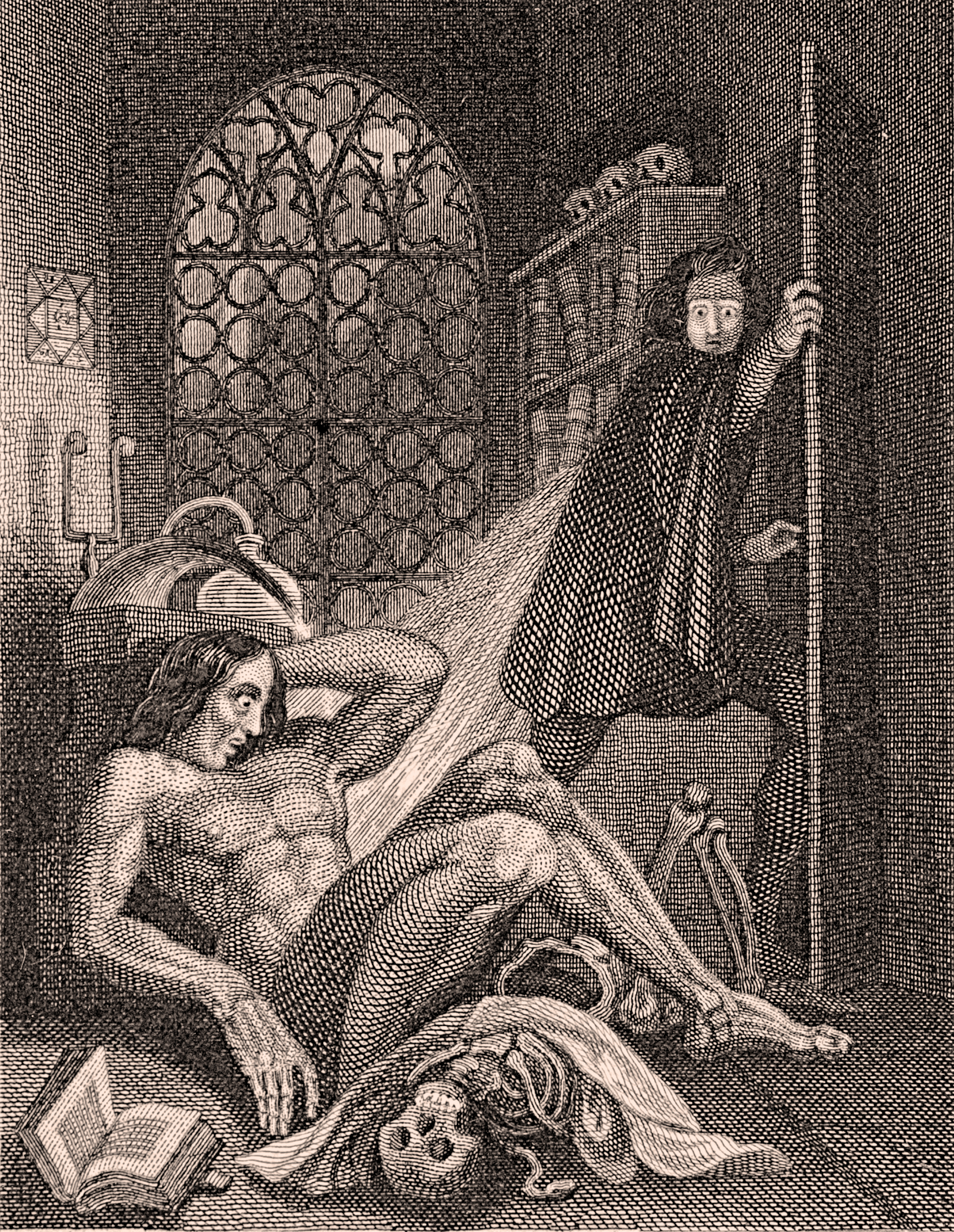
メアリー・シェリー『フランケンシュタイン』挿画。この小説 (1818) もしばしば「ゴシック・ロマンス」に分類される。

ゴシック様式の宗教建築は、建物自体の壮大さに加えて、異国や異教の影響を受けた怪物やグロテスクな意匠がさまざまに取り込まれている点にも特徴がある。18世紀後半のイギリスでは、こうしたゴシック風の修道院や邸宅を舞台にした一種のホラー小説が流行し、それはゴシック・ロマンスと呼ばれた。最初のゴシック・ロマンス『オトラント城奇譚』を執筆したホレス・ウォルポールは、ゴシック・リヴァイヴァルの先駆けとも言われるストロベリー・ヒル・ハウスを建設した。

## 現代のゴシック

### ゴス文化
現代のポピュラー・カルチャーにおける「ゴシック」ないし「ゴス」は、ゴシック建築などの歴史上のそれと必ずしも接点があるわけではない。ロック・ミュージックの一ジャンルとして確立した「ゴス」は、1970年代末から1980年代中盤の英国のパンク・ロックからニュー・ウェイヴに至るシーンの細分化の中で登場したムーブメントであった。「ゴス」はゴシック文学の系譜を引いているとも言われ、共通項ではないにせよ、反時代性、古めかしいものや死のイメージに対する愛着、精神的暗部への傾きといった特徴がみられるが、キッチュなB級ホラー映画を好む人々も多い。20世紀に発達した映画という媒体は、ゴシック文学の怪奇幻想志向の大衆化をもたらした。今日のゴスは多様に展開しており、一括りにすることはできない。現代のゴス文化は1990年代から世界的に広まり、音楽のみならず、映画やファッションといった分野にも波及している（cf. ゴシック・ファッション）。

#### 初期のゴシック・ムーブメント
もともとゴシックという言葉はジョイ・ディヴィジョンやスージー・アンド・ザ・バンシーズ、バウハウスといったポストパンク・バンドの暗い雰囲気をあらわすのに使われた形容詞で、それは時に否定的な評価を織り込んだ表現でもあった。やがてそれは、1982年頃に出現した初期ゴス・シーンの中で、自分たちのアンデンティティをあらわす肯定的な用語へと意味合いが変化した。1970年代末にはすでに活動していたポストパンク・バンドのバウハウス、スージー・アンド・ザ・バンシーズ、キリング・ジョーク、オーストラリア出身のバースデー・パーティーのほか、セックス・ギャング・チルドレン、エイリアン・セックス・フィーンド、ダンス・ソサエティー、サザン・デス・カルト、スペシメンといったバンドがこの頃登場した。グラムロックもかれらのルーツのひとつであり、バウハウスはデヴィッド・ボウイやT・レックスの曲をカバーした。スペシメンのメンバーが1982年にソーホーで開いたクラブ「バットケイヴ」には“奇人変人”が集まり、初期のゴシック・ムーブメントの中心となった。北米のロサンゼルスではクリスチャン・デスを中心とするデスロック・シーンがこれに呼応していた。リチャード・ノースは『NME』の記事でこれらのバンドを「ポジティヴ・パンク」と命名して紹介した。また、近縁のジャンルとしてエコー&ザ・バニーメンをはじめとするネオサイケと呼ばれたバンド群があり、中でもダーク・ウェイヴとも呼ばれるザ・キュアーの暗いサウンドは後の世代にも大きな影響を与えている。

#### ゴシック・ロック
ゴス・シーンから登場したシスターズ・オブ・マーシーとサザン・デス・カルト（およびその後身のザ・カルト）は、ロック・バンドであることを前面に押し出し、ゴシック・パンク/ポジティブ・パンクからゴシック・ロックへの橋渡しとなった。ザ・ミッション、オール・アバウト・イブ、フィールズ・オブ・ザ・ネフィリムといったバンドがこれに続いた。

#### ゴシックメタル
1990年代に入ると、デスメタル寄りのメタル・バンドであったパラダイス・ロストやマイ・ダイイング・ブライドが暗鬱かつ耽美的なサウンドを奏でるようになり、ゴシックメタルと呼ばれた。特徴としてはヨーロッパ的な美意識や宗教的な雰囲気といったものが指摘される。ゴシックメタル黎明期にリリースされたパラダイス・ロストの2ndアルバム Gothic (1991) は、女性ボーカルやオーケストレーションも交えてゆったりと進行する重厚なデス/ドゥーム作品であった。その後、女性ボーカルを中心に据えたシンフォニックなヘヴィメタルなど、さまざまな音楽性のバンドがゴシックメタルに分類されるようになっている。

### 日本
日本では、1980年代のポジティブ・パンク（ポジパン）の妖しい装いやメイク、黒装束といった要素はヴィジュアル系の人々に受け継がれた。また、ゴシックとロリータを並べて置いたゴシック・アンド・ロリータ（ゴスロリ）というサブカルチャーないしファッション様式が生まれた。

## 関連文献
美術
- ジョン・ラスキン『ゴシックの本質』川端康雄訳、みすず書房、2011年。ISBN 9784622076353。
- 酒井健『ゴシックとは何か 大聖堂の精神史』筑摩書房〈ちくま学芸文庫〉、2006年。ISBN 4480089802。
- 佐藤達生、木俣元一『図説大聖堂物語 : ゴシックの建築と美術』（新装版）河出書房新社〈ふくろうの本〉、2011年。ISBN 9784309761558。
- 佐々木英也・冨永良子編『世界美術大全集 西洋編9 ゴシック1』小学館、1995年。ISBN 409601009X。
- エミール・マール『ゴシックの図像学』田中仁彦ほか訳、国書刊行会、1998年。
- J. バルトルシャイティス『幻想の中世：ゴシック美術における古代と異国趣味』西野嘉章訳、平凡社〈平凡社ライブラリー〉、1998年。

文学
- 吉村純司『ゴシック・ロマンスの世界』文化書房博文社、1996年。ISBN 4830107634。
- マリー・マルヴィ-ロバーツ編『ゴシック入門』金崎茂樹ほか訳（増補改訂版）、英宝社、2012年。ISBN 9784269820340。
- 武井博美『ゴシックロマンスとその行方 : 建築と空間の表象』彩流社、2010年。ISBN 9784779115394。
- 小池滋『ゴシック小説をよむ』岩波書店、1999年。ISBN 4000042483。
- ドナルド・A・リンジ『アメリカ・ゴシック小説 : 19世紀小説における想像力と理性』古宮照雄ほか訳、松柏社、2005年。ISBN 4775400878。

デザイン、ファッションなど
- 樋口ヒロユキ『死想の血統 : ゴシック・ロリータの系譜学』冬弓舎、2007年。ISBN 9784925220224。

評論
- 高原英理『ゴシックスピリット』朝日新聞社、2007年。